# Teatro Bartrina
El Teatro Bartrina es el segundo teatro de la ciudad de Reus, en Tarragona, España. 
Estrechamente vinculado al Centre de Lectura de Reus, en los jardines del cual, en 1905, por suscripción popular, se construyó el primer teatro del Centre de Lectura, ya que el Teatro Principal de la ciudad había cerrado. Doce años más tarde, el filántropo Evarist Fàbregas Pàmies financió su reforma y ampliación, y se construyó el llamado Teatro Bartrina que substituyó al anterior, y que fue inaugurado el 26 de octubre de 1918.
Nuevamente mejorado, fue reinaugurado el 28 de octubre de 1920. Cerrado después de la guerra civil, en 1948 volvieron a abrir las puertas como cine, sin dejar de hacer alguna obra teatral. El cine cerró sobre los años setenta. En 1977 se hizo la última representación de Els Joglars con La Torna, una sátira sobre la muerte del alemán Heinz Ches pero alusiva también con la ejecución del anarquista Salvador Puig Antich, y que provocó la huida del director Albert Boadella al extranjero.
En los años setenta y ochenta también se utilizó como Cineclub. Un consorcio entre el ayuntamiento de Reus y el Centre de Lectura permitió su rehabilitación y reapertura en 1997. El teatro dispone actualmente de 507 localidades de aforo.
- Datos: Q9082125
- Multimedia: Teatre Bartrina / Q9082125